# Cheater
Cheater is een nummer van Michael Jackson van zijn album Michael Jackson: The Ultimate Collection. Het nummer was eigenlijk geschreven voor het album Bad, maar het werd niet gebruikt. In 2001 nam Michael Jackson weer het nummer op voor zijn album Invincible. De versie van Bad (opgenomen in 1987) is gebruikt voor The Ultimate Collection.

## Single
De definitieve versie van Cheater is nooit uitgegeven. Op The Ultimate Collection stond alleen een demoversie. De demo is als een promotiesingle uitgegeven. Er waren plannen om de definitieve versie van Cheater  ook uit te geven, alleen zijn deze geannuleerd. Bij Cheater is nooit een helemaal nieuwe videoclip verschenen, als clip werden stukjes van de dvd Dangerous Tour: Live In Bucharest genomen, de vijfde disc van The Ultimate Collection. 

### Tracklist
Digital download
1. "Cheater" (Demo) – 5:08

Europe Promo
1. "Cheater" (Radio Edit) – 3:58

UK 12" Vinyl
1. "Cheater" (Demo) – 5:09
2. "One More Chance" (R. Kelly Remix) – 3:50